# Brent Hayden
Brent Matthew Hayden (ur. 21 października 1983 w Mission) – kanadyjski pływak, mistrz świata.
Specjalizuje się w pływaniu stylem dowolnym. Do największych sukcesów Kanadyjczyka zalicza się zdobycie brązowego medalu igrzysk olimpijskich w 2012 roku w Londynie na dystansie 100 m stylem dowolnym.
Występując na mistrzostwach świata, w 2007 roku w Melbourne, Hayden wygrał wyścig na 100 m stylem dowolnym, zajmując tę pozycję wspólnie z Filippo Magninim. Ponadto Hayden ma w swoim dorobku trzy srebrne medale oraz jeden brązowy mistrzostw świata.
W 2005, 2006 i 2007 został wybrany najlepszym pływakiem w Kanadzie.